# Хоромос
Хоромос (арм. Հոռոմոս; также известный как Хоромосаванк, Гошаванк, Оромос, Оромосаванк и Хошаванк) — армянский монастырский комплекс, основанный в X веке. Расположен на территории современной Турции, в Карсской области, в 15 километрах к северо-востоку от города Ани, на правом берегу реки Ахурян, на закрытой приграничной территории. В свое время монастырь был одним из религиозных и культурных центров Анийского царства.

## История
Монастырь был одним из крупнейших в Армении, со скрипторием XII—XIV вв. После периода забвения (XV—XVI вв.) вновь стал религиозным центром в XVII веке. Окончательно оставлен в начале XX века. Реставрировался в 1685, 1788, 1868—1871 годах.
До 1920 года, когда Карсская область входила в состав Российской империи, а потом и Первой Республики Армения, комплекс, поражавший своей уникальной архитектурой, действовал. В монастыре находилась усыпальница царской династии Багратидов, правителей Анийского царства. Здесь были погребены многие представители армянского царского двора, княжеских родов. В Хоромосе находилась и могила одного из выдающихся армянских монархов из династии Багратидов, царя Ашота III, правившего в 953—977 годах, а также часовня—усыпальница.
Значение Хоромоса сильно возросло после 961 года, когда столица царства Багратидов была перенесена в Ани. Цари Багратидов превратили монастырь в царскую усыпальницу. В 982 году он был разграблен и сожжен мусульманскими захватчиками, но вскоре был восстановлен и расширен при более поздних царях Багратидов, которые построили новые часовни и церкви.
Непосредственная история монастыря после захвата Ани турками в 1064 году неизвестна. После перерыва, уже в 1174 году вновь появляются дарственные надписи на зданиях, а рукопись 1180-х годов описывает монастырь как известный религиозный и культурный центр. Хоромос стал важным местом захоронения феодальных семей, правивших Ани от имени династии Мхаргрдзели, правителей области Ани в XIII веке. Считается, что здесь заседали архиепископы Ани и северной Армении.
С 1920 года монастырю нанесен значительный ущерб. Некоторые постройки полностью исчезли, а большая часть уцелевших стен лишена облицовочной кладки. Купол одной из церкви комплекса — Святого Иоанна рухнул в 1970-х годах. Получить доступ к монастырю, который никогда не был легким, теперь практически невозможно.

## Устройство комплекса
Монастырский комплекс включает расположенные на плато церковь Иоанна (1-я половина X века) с древнейшим крестово-купольным гавитом (1020—1038 гг.; его центральная секция перекрыта шатром со световым отверстием, а боковые — каменными резными потолками), усыпальницы, книгохранилище (1272 год, архитектор Фрер), часовни и другие здания. Внизу у реки Ахурян находятся церкви Минаса (943—953 гг.) и Геворка (1013—1021 гг.). Все церкви Хоромоса — типа крестово-купольного зала, то есть представляют собой такие крестово-купольные храмы, где опорные столбы центрального купола слиты со стенами. Вблизи комплекса — уникальные триумфальные ворота (XIII век) с двумя часовнями наверху.
Комплекс окружён прямоугольной в плане крепостной стеной (сохранилась частично). Одна из часовен носит название Рузукан (1215 год), другая однонефная — Хатун-Ани (2-я половина XII века). К юго-западу от главной церкви находится вторая архитектурная группа: гостевой дом, ряд келий, реликварий правителя Ани Ваче Вачутяна (1229 год), гавит Аруич (1277 год). К северу от основного комплекса, за пределами стен, располагаются: церкви Св. Мины (Сурб-Минас; до 986 года) и Св. Георгия (Сурб-Геворк, завершена после 1020 года), часовня царя Ашота (X век). Это самые древние сооружения Хоромоса, что позволяет предположить, что первоначальный центр монастыря был здесь. Рядом с комплексом, по дороге на Ани, — руины триумфальной арки (1102 год) из двух башен в форме 4-гранных столбов (с часовнями в верхней части), объединённых сводом.